# Ellwangen
Ellwangen város Németországban, azon belül Baden-Württembergben. Lakosainak száma 25 372 fő (2023. december 31.).

## Városrészek
- A Kernstadthoz tartozik Braune Hardt, Schloss ob Ellwangen és Schönenberg

- Wappen Pfahlheim Pfahlheimhoz tartozik: Beersbach, Buchhausen, Halheim, Hammermühle, Hardt, Hirlbach, Hochgreut, Hofstetten, Pfeifhäusle és Sonnenhof

- Wappen Rindelbach Rindelbachhoz tartozik Borsthof, Eigenzell, Gehrensägmühle, Holbach, Kalkhöfe, Kellerhaus, Rabenhof, Rattstadt, Rotkreuz, Scheuensägmühle, Schönau, Schönenberg, Stocken, Stockensägmühle és Treppelmühle

- Wappen Röhlingen Röhlingenhez tartozik Dettenroden, Elberschwenden, Erpfental, Haisterhofen, Killingen, Neunheim, Neunstadt, Rötlen, Schafhof, Steigberg, Süßhof és Wagnershof

- Wappen Schrezheim Schrezheimhez tartozik Altmannsrot, Altmannsweiler, Bahnmühle, Eggenrot, Engelhardsweiler, Espachweiler, Glassägmühle, Griesweiler, Hinterlengenberg, Hintersteinbühl, Lindenhäusle, Lindenhof, Lindenkeller, Ölmühle, Rotenbach, Schleifhäusle és Vorderlengenberg

## Népesség
A település népessége az elmúlt években az alábbi módon változott:
| Lakosok száma | 21 994 | 25 276 | 24 339 | 24 549 | 24 600 | 25 678 | 25 372 |
|               | 1975   | 2013   | 2017   | 2019   | 2021   | 2022   | 2023   |

## Képgaléria

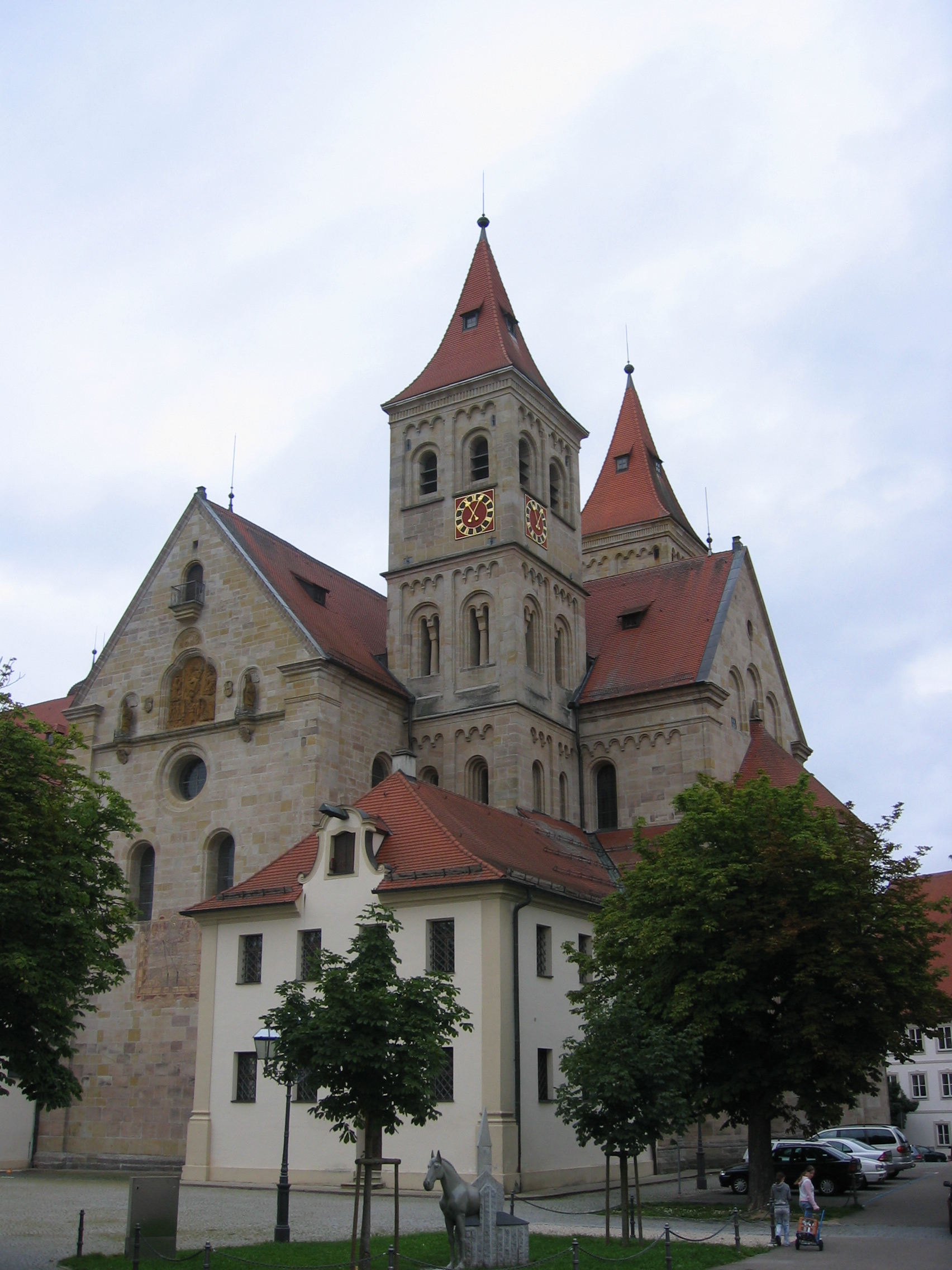
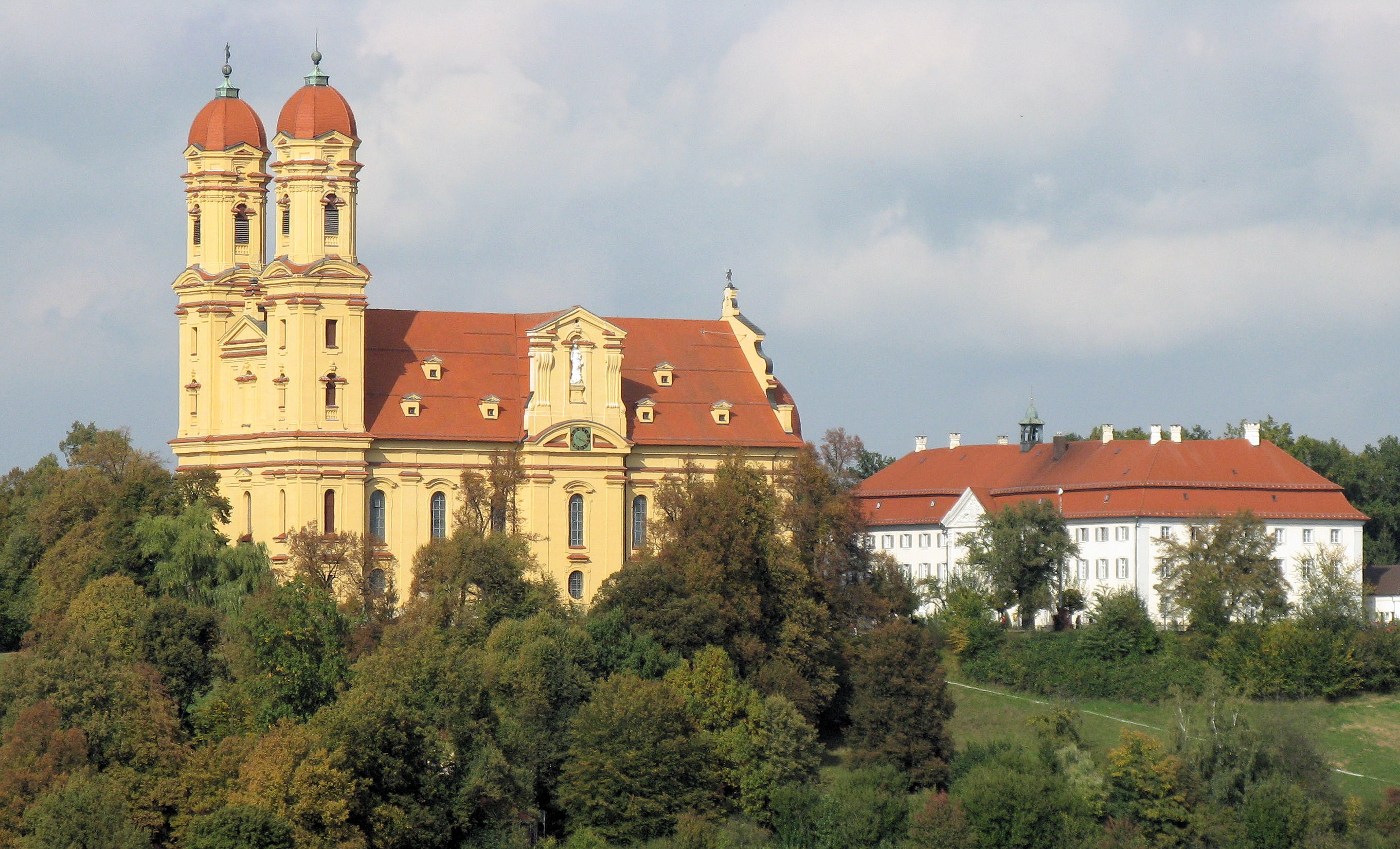
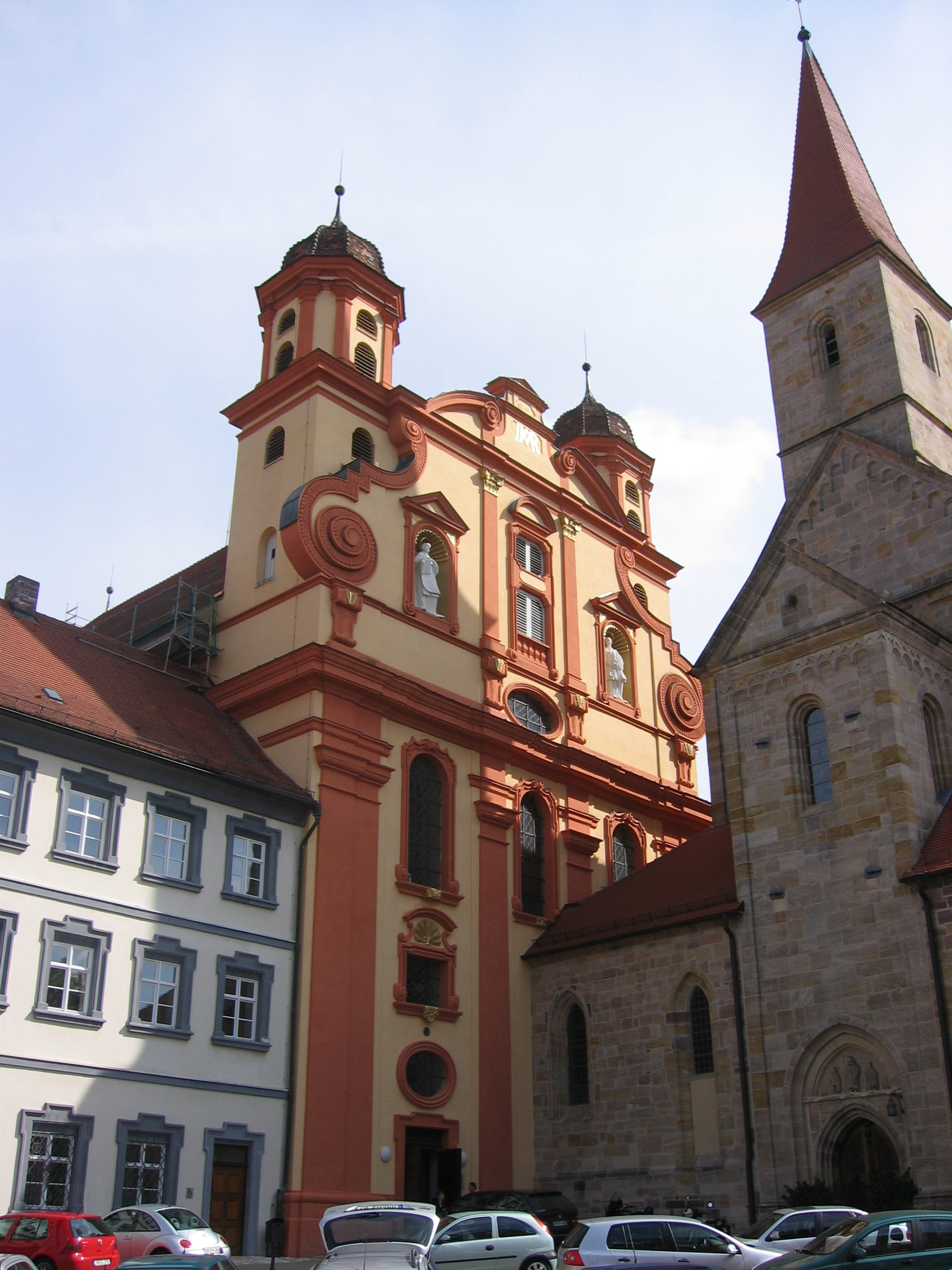
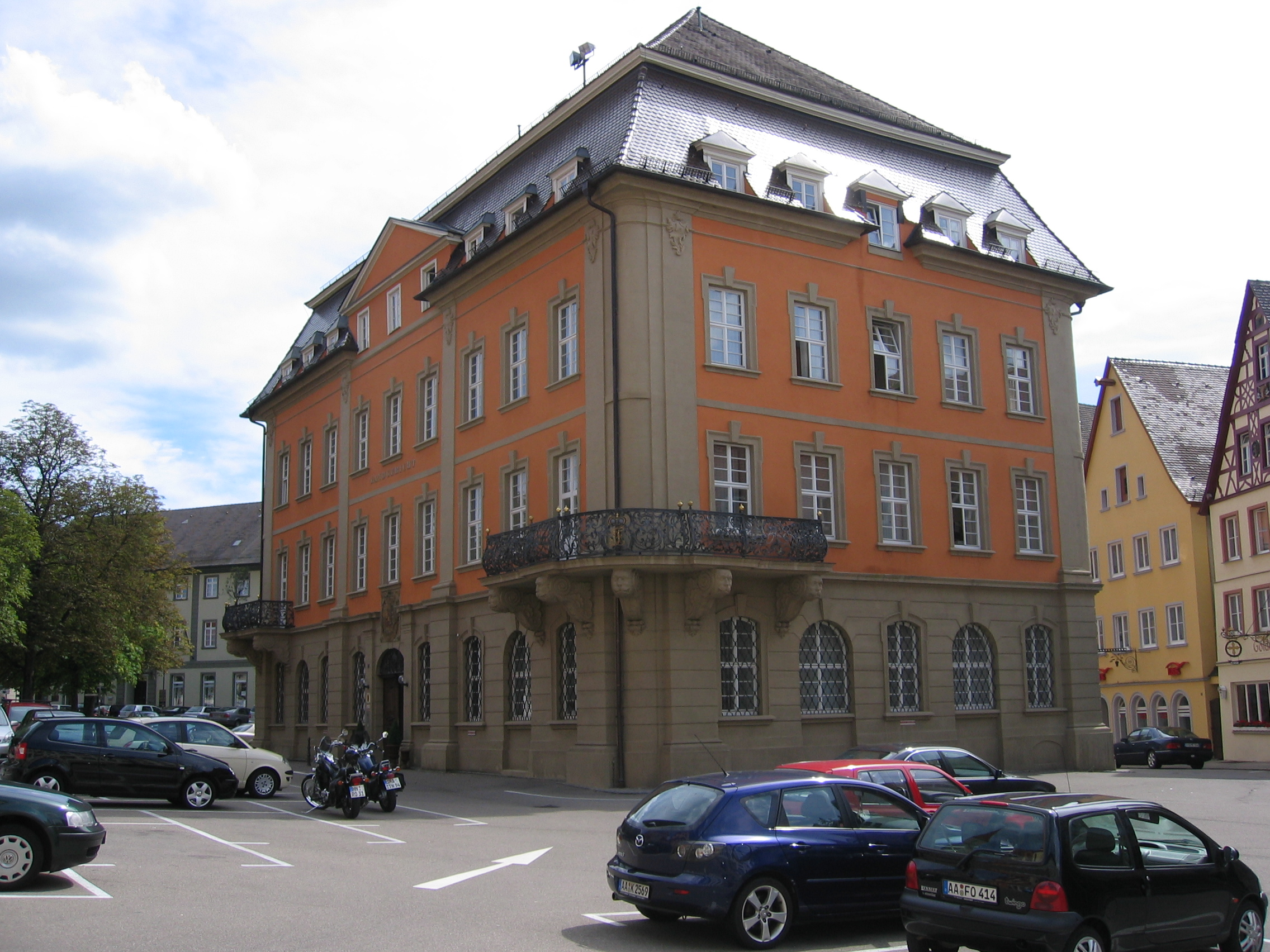
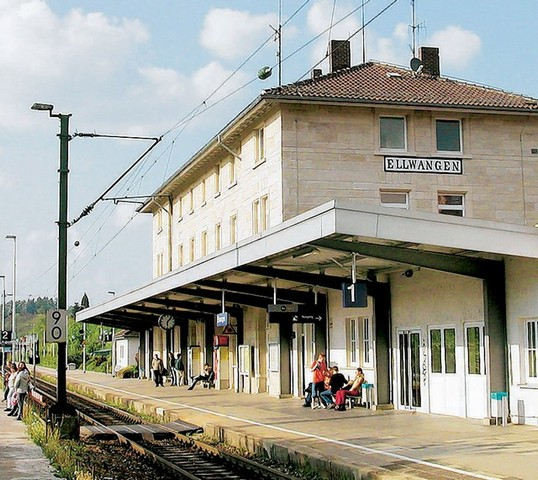
Az állomás
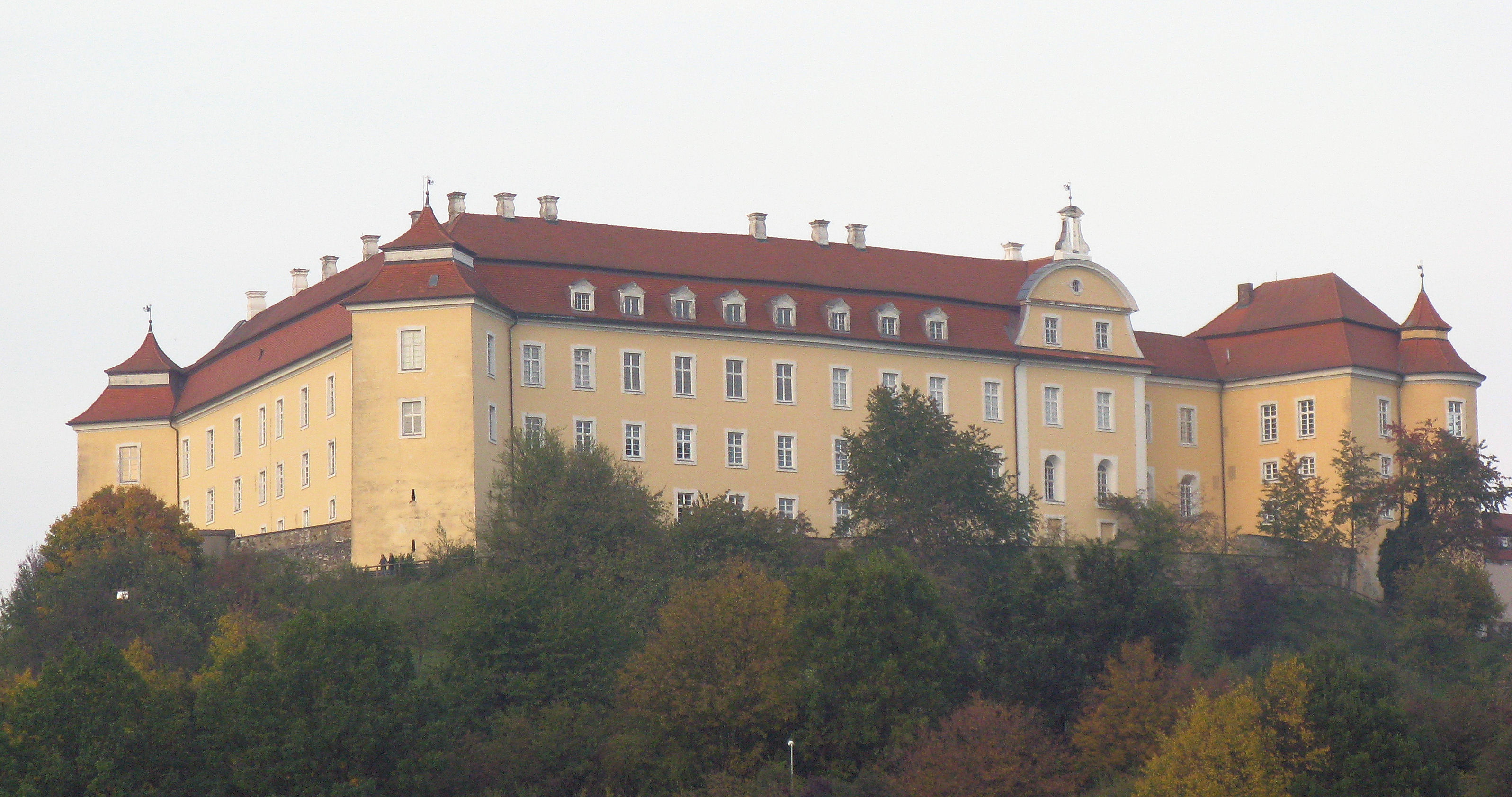
A kastély
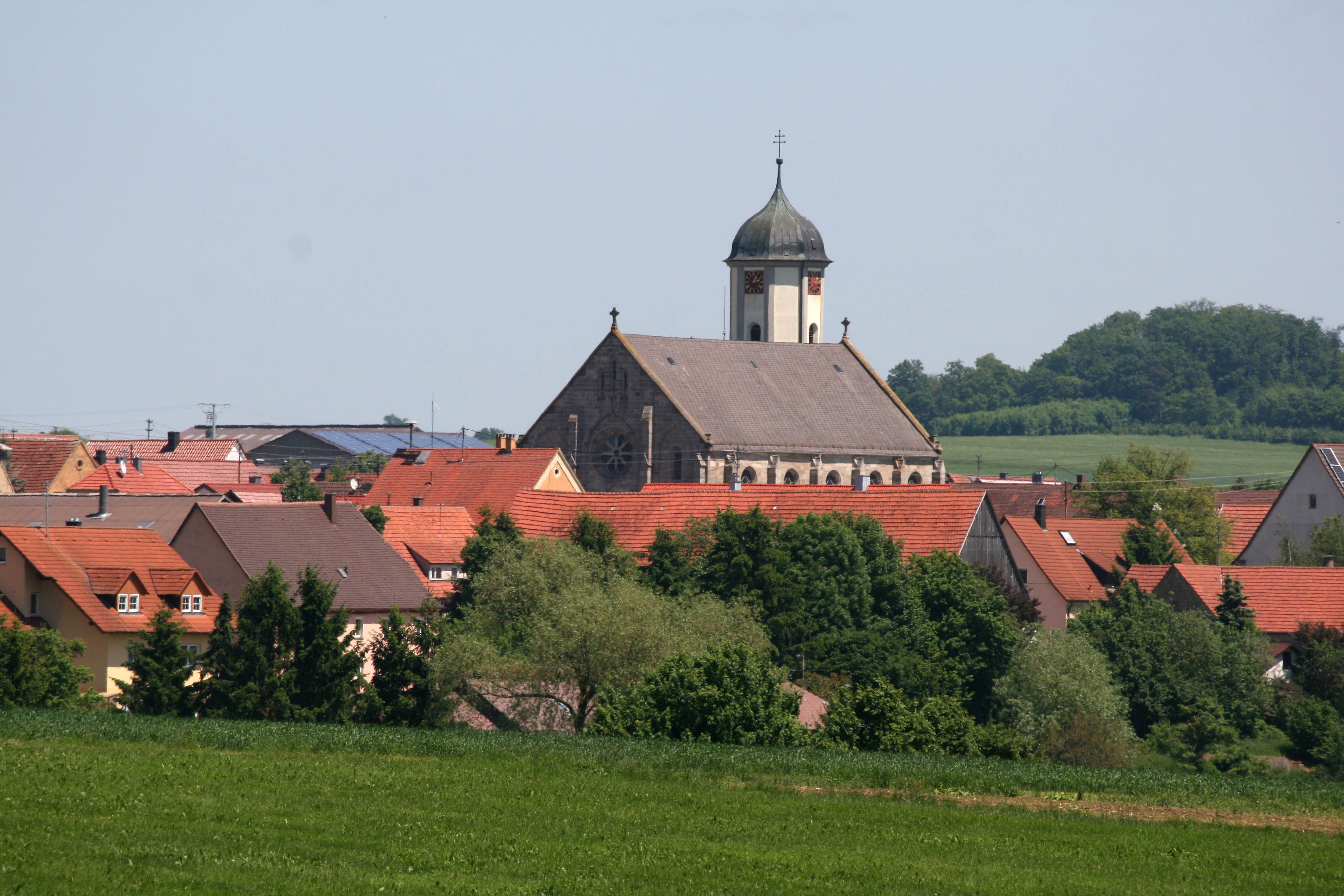
Pfahlheim
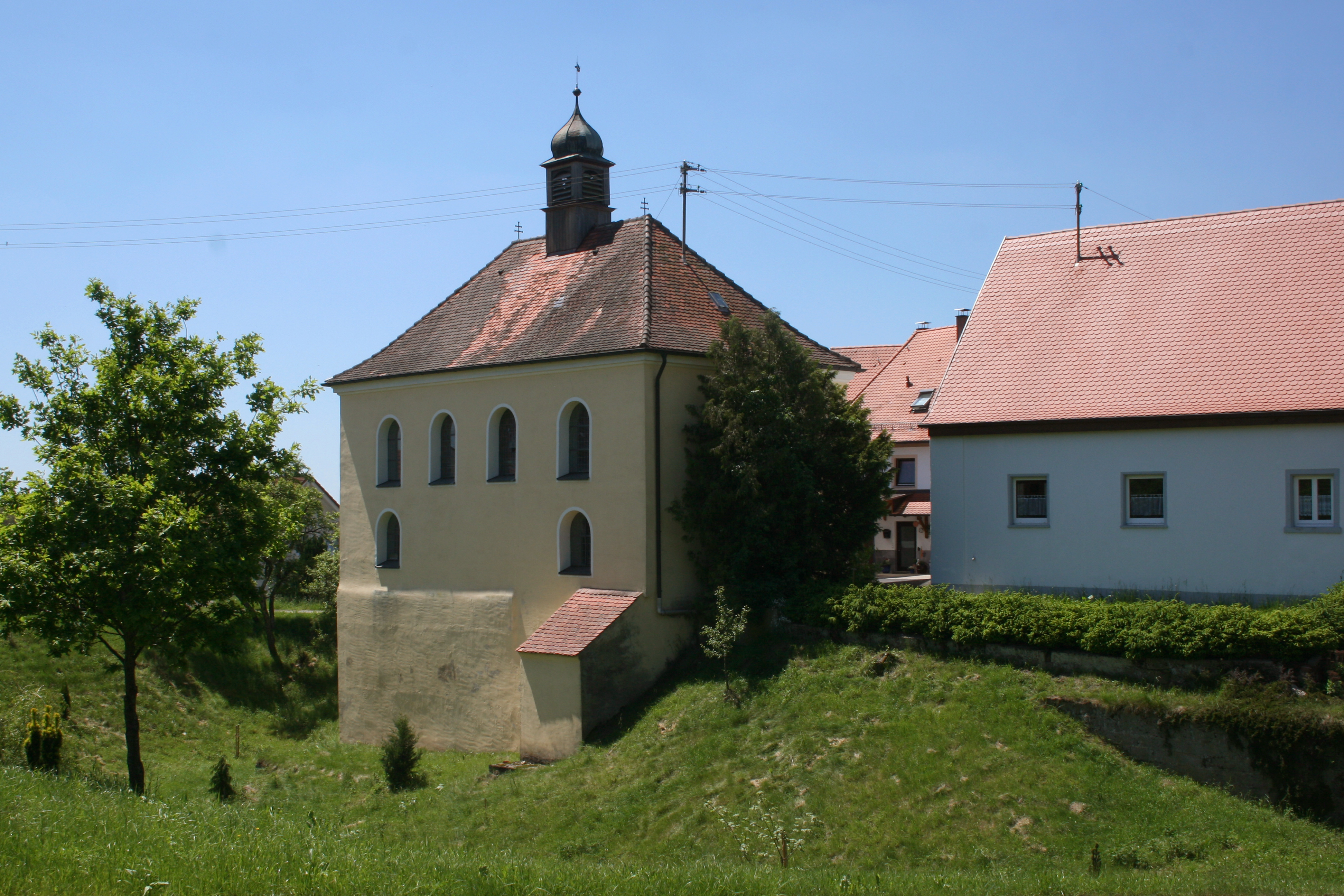
Röhlingen
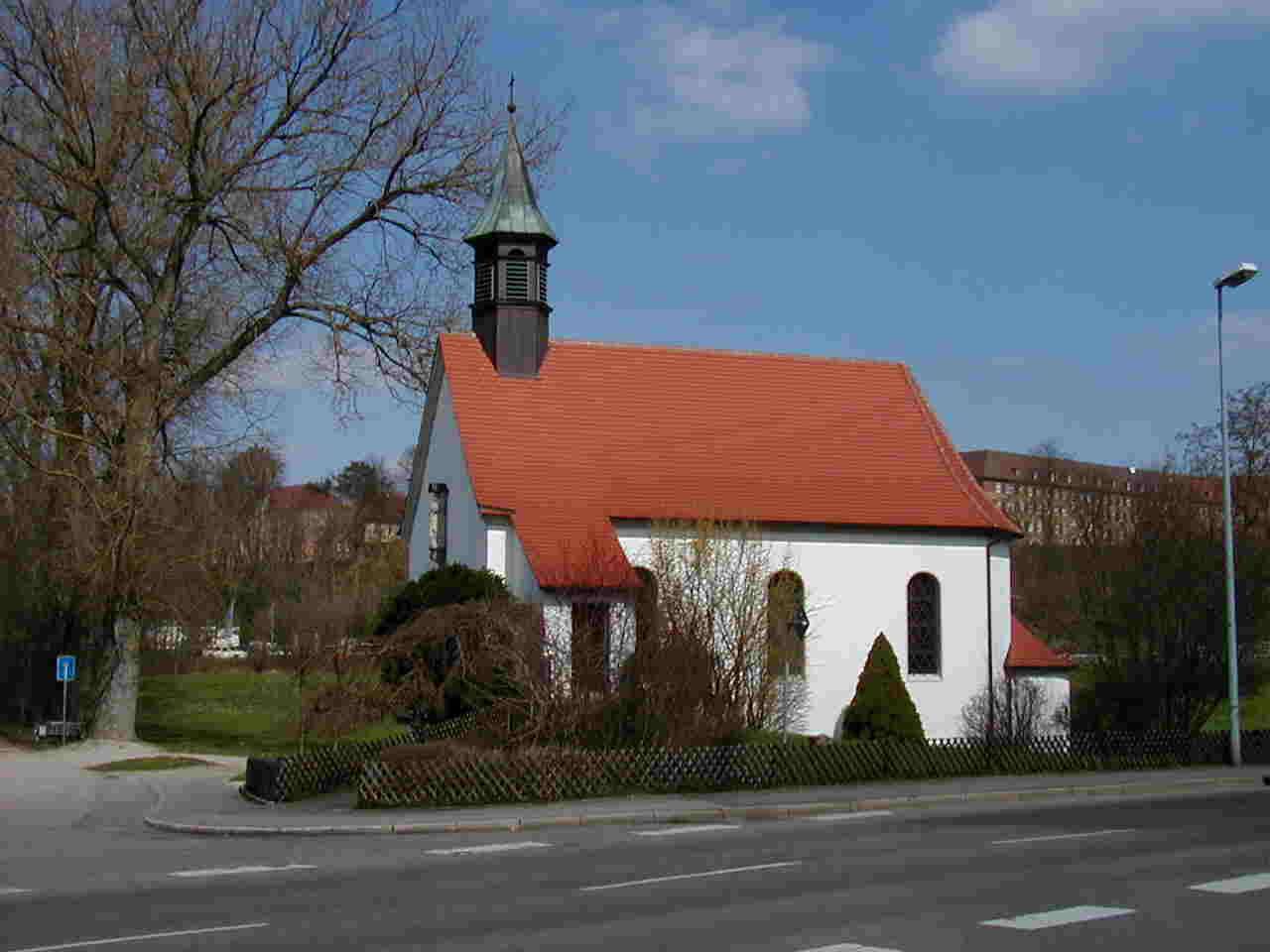
Schrezheim